# SHAME -シェイム-
『SHAME -シェイム-』(Shame) は、2011年のイギリスのドラマ映画。2008年の『HUNGER/ハンガー』に続くスティーヴ・マックイーン監督、マイケル・ファスベンダー主演作品。本作でファスベンダーは、性依存症を抱えた妹が彼の住むニューヨークへ同居しに来たことから生活が崩壊していく30代の男を演じた。
キャッチコピーは愛なら、毎晩ティッシュにくるんで捨てている。

## あらすじ
ニューヨークに住み、管理職に就いている独身のブランドンは深刻な性依存症に陥っていた。
コールガールとのセックスを頻繁に行い、その日に出会った女性とゆきずりの一晩を過ごし、時には職場のトイレで自慰行為に耽る日常を送っていた。
日頃からブランドンは、妹のシシーからの電話を無視し続けていたが、ある日ついにシシーはブランドンのマンションに転がり込んでくる。
情緒不安定なシシーであったが、ブランドンは渋々受け入れてやり過ごしていた。しかし、ある日を境に2人の関係は悪化し始め、穏やかだったはずの生活は徐々に乱されていくのであった。

## キャスト
※括弧内は日本語吹替。
- ブランドン・サリヴァン - マイケル・ファスベンダー（てらそままさき）
- シシー・サリヴァン - キャリー・マリガン（佐古真弓）： ブランドンの妹。奔放。
- デイヴィッド - ジェームズ・バッジ・デール（東地宏樹）： ブランドンの上司。妻子持ち。
- マリアンヌ - ニコール・ベハーリー（沢海陽子）： ブランドンの同僚女性。
- 地下鉄の女 - ルーシー・ウォルターズ

## 製作
2010年9月に製作準備が整い、2010年12月、キャリー・マリガンとジェームズ・バッジ・デールの出演が決まった。
撮影は2011年1月にニューヨークで始まり、3月に終わった。

## 公開
映画は2011年9月4日、第68回ヴェネツィア国際映画祭のコンペティション部門で初上映され、ファスベンダーはヴォルピ杯男優賞を受賞した。映画はほかに第34回トロント国際映画祭、第49回ニューヨーク映画祭、第55回ロンドン映画祭、第34回Starzデンバー映画祭を回った。
イギリスでは2012年1月13日に一般公開される。アメリカではフォックス・サーチライト・ピクチャーズがトロントで配給権を購入し、2011年12月2日の公開を決めた。
映画はアメリカ映画協会によって「NC-17」(17歳以下観覧禁止) の指定を受けたが、フォックス・サーチライト・ピクチャーズは再審査の要請や作品のカットによって比較的制限の少ないR指定への引き下げを図ることをしなかった。同社の社長スティーヴン・ジルラはこれについて「NC-17は緋文字ではなく、名誉勲章だと思う。我々は今こそこのレイティングが前向きに使えるようになる時だと信じている」と語った。
日本では映画倫理委員会 (映倫) が多数の箇所に修正を入れない限り区分適用外、すなわち上映不許可とする判断を示したため、配給元はマックイーンと協議の上公開を決めた。

## 評価
本作は概ね高い評価を得た。映画のレビューを集積するウェブサイトRotten Tomatoesは、116件のレビューを基に本作に対する好意的なレビューの割合を78%、評価の平均を7.4/10、批評家の総意を「マイケル・ファスベンダーとキャリー・マリガンの輝かしい演技を誇る『SHAME -シェイム-』は、依存症の苦しさの妄執への力強い飛び込みである」としている。有力媒体の批評から100点満点の加重平均値を導くMetacriticは33件の批評を基に71という「広く好意的な評価」の値を示している。
『シカゴ・サンタイムズ』のロジャー・イーバートは本作を「勇敢で誠実」な「力強い映画」と呼び、「これは映画作りと演技のすばらしい行いだ。これが二度見られるとは思えない」といって4/4個の星をつけた。『ハリウッド・リポーター』のトッド・マッカーシーは「すばらしくおそろしいマイケル・ファスベンダーの演技が運ぶ『SHAME -シェイム-』は紛うことなき狂気を孕んだ道程であり、ドラッグへの渇望のごとくすべてをのみこむ性依存症例の焼けるような観察である」と映画を讃えた。
『バラエティ』のジャスティン・チャンも好意的なレビューを寄せ、「2008年のデビュー作『HUNGER/ハンガー』の魅惑の姉妹編である、このより親しみやすく、しかし同時に妥協を許さないドラマは、再びマイケル・ファスベンダーが一人の俳優にできるあらゆる意味ですべてを脱ぎ捨て、マックイーンの厳格にして思いやりある詮索に応えるように、またも人間の身体の使用と悪用に注視する」と書いた。

## 受賞とノミネート
| 賞                                     | 部門                           | 対象                                     | 結果       |
| -------------------------------------- | ------------------------------ | ---------------------------------------- | ---------- |
| ヴェネツィア国際映画祭                 | ヴォルピ杯男優賞               | マイケル・ファスベンダー                 | 受賞       |
| ヴェネツィア国際映画祭                 | FIPRESCI賞作品賞               | 『SHAME -シェイム-』                     | 受賞       |
| ヴェネツィア国際映画祭                 | シネマヴェニーレ賞作品賞       | 『SHAME -シェイム-』                     | 受賞       |
| セビリア・ヨーロッパ映画祭             | 金ヒラルディジョ賞監督賞       | スティーヴ・マックイーン                 | 受賞       |
| セビリア・ヨーロッパ映画祭             | 主演男優賞                     | マイケル・ファスベンダー                 | 受賞       |
| ナショナル・ボード・オブ・レビュー賞   | スポットライト賞               | マイケル・ファスベンダー                 | 受賞       |
| ナショナル・ボード・オブ・レビュー賞   | インディペンデント映画トップ10 | 『SHAME -シェイム-』                     | 受賞       |
| 英国インディペンデント映画賞           | 主演男優賞                     | マイケル・ファスベンダー                 | 受賞       |
| 英国インディペンデント映画賞           | 作品賞                         | 『SHAME -シェイム-』                     | ノミネート |
| 英国インディペンデント映画賞           | 監督賞                         | スティーヴ・マックイーン                 | 受賞       |
| 英国インディペンデント映画賞           | 脚本賞                         | スティーヴ・マックイーン、アビ・モーガン | ノミネート |
| 英国インディペンデント映画賞           | 助演女優賞                     | キャリー・マリガン                       | ノミネート |
| 英国インディペンデント映画賞           | 技術賞                         | ショーン・ボスビットの撮影               | ノミネート |
| 英国インディペンデント映画賞           | 技術賞                         | ジョー・ウォーカーの編集                 | ノミネート |
| ワシントンD.C.映画批評家協会賞         | 主演男優賞                     | マイケル・ファスベンダー                 | ノミネート |
| ワシントンD.C.映画批評家協会賞         | 助演女優賞                     | キャリー・マリガン                       | ノミネート |
| ロサンゼルス映画批評家協会賞           | 主演男優賞                     | マイケル・ファスベンダー                 | 受賞       |
| アフリカン・アメリカン映画批評家協会賞 | 作品賞                         | 『SHAME -シェイム-』                     | 5位        |
| アフリカン・アメリカン映画批評家協会賞 | 監督賞                         | スティーヴ・マックイーン                 | 受賞       |
| ラスベガス映画批評家協会賞             | トップ10                       | 『SHAME -シェイム-』                     | 9位        |
| ヒューストン映画批評家協会賞           | 主演男優賞                     | マイケル・ファスベンダー                 | ノミネート |
| ヒューストン映画批評家協会賞           | 作曲賞                         | ハリー・エスコット                       | ノミネート |
| サンディエゴ映画批評家協会賞           | 助演女優賞                     | キャリー・マリガン                       | ノミネート |
| デトロイト映画批評家協会賞             | 主演男優賞                     | マイケル・ファスベンダー                 | 未決定     |
| デトロイト映画批評家協会賞             | 助演女優賞                     | キャリー・マリガン                       | 未決定     |
| サテライト賞                           | 作品賞                         | 『SHAME -シェイム-』                     | 未決定     |
| サテライト賞                           | 監督賞                         | スティーヴ・マックイーン                 | 未決定     |
| サテライト賞                           | 脚本賞                         | スティーヴ・マックイーン、アビ・モーガン | 未決定     |
| サテライト賞                           | 主演男優賞                     | マイケル・ファスベンダー                 | 未決定     |
| サテライト賞                           | 助演女優賞                     | キャリー・マリガン                       | 未決定     |
| サテライト賞                           | 編集賞                         | ジョー・ウォーカー                       | 未決定     |
| セントルイス映画批評家協会賞           | 主演男優賞                     | マイケル・ファスベンダー                 | 未決定     |
| クリティクス・チョイス・アワード       | 主演男優賞                     | マイケル・ファスベンダー                 | 未決定     |
| クリティクス・チョイス・アワード       | 助演女優賞                     | キャリー・マリガン                       | 未決定     |
| インディペンデント・スピリット賞       | 外国映画賞                     | 『SHAME -シェイム-』                     | 未決定     |